# Сара Пітковскі-Малькор
Сара Пітковскі-Малькор (фр. Sarah Pitkowski-Malcor; нар. 13 листопада 1975) — колишня французька тенісистка.
Найвищу одиночну позицію світового рейтингу — 29 місце досягла 1 листопада 1999, парну — 101 місце — 5 серпня 1996 року.
Здобула 1 одиночний та 1 парний титул.
Найвищим досягненням на турнірах Великого шолома було 3 коло в одиночному розряді.
Завершила кар'єру 2001 року.

## Фінали турнірів WTA

### Одиночний розряд: 2 (1–1)
| Легенда        |
| -------------- |
| Tier I (0–0)   |
| Tier II (0–0)  |
| Tier III (0–0) |
| Tier IV (1–1)  |

| Титули за покриттям |
| Тверде (0)          |
| Ґрунт (1)           |
| Трава (0)           |
| Килим (0)           |

| Результат | Ранг | Дата           | Турнір                          | Покриття | Суперниця               | Рахунок  |
| --------- | ---- | -------------- | ------------------------------- | -------- | ----------------------- | -------- |
| Перемога  | 1.   | 19 квітня 1999 | Hungarian Ladies Open, Угорщина | Ґрунт    | Крістіна Торренс-Валеро | 6–2, 6–2 |
| Поразка   | 2.   | 10 травня 1999 | Belgian Open, Antwerp           | Ґрунт    | Жустін Енен             | 1–6, 2–6 |

## Виступи в одиночних турнірах Великого шолома
| W | Ф | ПФ | ЧФ | #Р | КТ | К# | DNQ | A | NH |

| Турнір                                 | 1993 | 1994 | 1995 | 1996 | 1997 | 1998 | 1999 | 2000 | 2001 | В-п за кар'єру |
| -------------------------------------- | ---- | ---- | ---- | ---- | ---- | ---- | ---- | ---- | ---- | -------------- |
| Відкритий чемпіонат Австралії з тенісу |      |      | 2р   | 1р   | 1р   | 1р   | 1р   | 1р   | 2р   | 2–7            |
| Відкритий чемпіонат Франції з тенісу   | 1р   |      | 2р   | 3р   | 2р   | 1р   | 1р   | 1р   | 1р   | 4–8            |
| Вімблдонський турнір                   |      |      | 1р   |      | 2р   | 1р   | 3р   | 3р   | 1р   | 5–6            |
| Відкритий чемпіонат США з тенісу       |      |      | 1р   | 2р   | 2р   | 3р   | 2р   | 1р   |      | 5–6            |
| В-П                                    | 0–1  | 0–0  | 2–4  | 3–3  | 3–4  | 2–4  | 3–4  | 2–4  | 1–3  | 16–27          |

## Фінали ITF

### Одиночний розряд: 14 (10–4)
| турніри $50,000 |
| турніри $25,000 |
| турніри $10,000 |

| Результат | Ранг | Дата              | Турнір                       | Покриття   | Суперниця           | Рахунок            |
| --------- | ---- | ----------------- | ---------------------------- | ---------- | ------------------- | ------------------ |
| Перемога  | 1.   | 10 лютого 1992    | ITF Свіндон, Велика Британія | Килим (i)  | Каролін Віллот      | 6–2, 6–4           |
| Поразка   | 2.   | 17 лютого 1992    | ITF Реймс, Франція           | Килим (i)  | Каролін Віллот      | 4–6, 1–6           |
| Поразка   | 3.   | 27 квітня 1992    | ITF Льєйда, Іспанія          | Ґрунт      | Паола Суарес        | 6–4, 4–6, 1–6      |
| Перемога  | 4.   | 26 жовтня 1992    | ITF Мадейра, Португалія      | Тверде     | Анжелік Олів'є      | 6–3, 3–6, 6–1      |
| Поразка   | 5.   | 30 листопада 1992 | ITF Гавр, Франція            | Ґрунт (i)  | Руксандра Драгомір  | 6–7, 5–7           |
| Поразка   | 6.   | 1 березня 1993    | ITF Кашкайш, Португалія      | Ґрунт      | Джиневра Муньяїні   | 2–6, 4–6           |
| Перемога  | 7.   | 7 червня 1993     | ITF Казерта, Італія          | Ґрунт      | Россана де лос Ріос | 7–5, 6–3           |
| Перемога  | 8.   | 28 лютого 1994    | ITF Мадрид, Іспанія          | Ґрунт      | Анхелес Монтоліо    | 6–4, 6–3           |
| Перемога  | 9.   | 28 березня 1994   | ITF Мулен, Франція           | Тверде     | Анжелік Олів'є      | 7–5, 6–4           |
| Перемога  | 10.  | 14 серпня 1995    | ITF Коксейде, Бельгія        | Ґрунт      | Магі Серна          | 6–1, 6–3           |
| Перемога  | 11.  | 4 грудня 1995     | ITF Cergy-Pontoise, Франція  | Тверде (i) | Даллі Рандріантефі  | 5–7, 6–1, 6–2      |
| Перемога  | 12.  | 23 березня 1997   | ITF Реймс, Франція           | Ґрунт      | Светлана Кривенчева | 7–5, 6–1           |
| Перемога  | 13.  | 23 серпня 1998    | ITF Бронкс, США              | Тверде     | Кара Блек           | 6–3, 7–5           |
| Перемога  | 14.  | 6 грудня 1998     | ITF Cergy-Pontoise, Франція  | Тверде (i) | Наталі Деші         | 7–5, 3–6, 7–6(7–4) |

### Парний розряд: 2 (1–1)
| Результат | Ранг | Дата           | Турнір                 | Покриття | Партнерка         | Суперниці                         | Рахунок  |
| --------- | ---- | -------------- | ---------------------- | -------- | ----------------- | --------------------------------- | -------- |
| Поразка   | 1.   | 23 серпня 1998 | ITF Бронкс, США        | Тверде   | Хрістіна Пападакі | Жулі Пуллен Лорна Вудрофф         | 3–6, 1–6 |
| Перемога  | 2.   | 30 липня 2001  | ITF Сен-Годан, Франція | Ґрунт    | Ірина Селютіна    | Лурдес Домінгес Ліно Хісела Рієра | 6–2, 6–3 |